# Salins (Valais)
 (octobre 2010).
Si vous disposez d'ouvrages ou d'articles de référence ou si vous connaissez des sites web de qualité traitant du thème abordé ici, merci de compléter l'article en donnant les références utiles à sa vérifiabilité et en les liant à la section « Notes et références ».
Pour les articles homonymes, voir Salins.
Salins est une localité de la commune de Sion et une ancienne commune suisse du canton du Valais, située dans le district de Sion.

## Géographie

### Situation
Salins est situé sur la rive gauche du Rhône. Le village de Salins se situe à la porte du domaine skiable des 4 Vallées, sur le cône de Thyon entre le val d'Hérémence avec le barrage de la Grande-Dixence à l'est, le val de Nendaz avec le barrage de Cleuson à l'ouest, la plaine du Rhône au nord et la Piste de l'Ours au sud, traversée par les bisses de Bisse de Vex, Bisse de Salins et le Bisse de Baar. L'ancienne commune était composée de treize hameaux hébergeant 980 habitants.

### Accès
- A9  Autoroute de Lausanne-Simplon, sortie Sion-ouest, direction Nendaz
- Soit par la ligne ferroviaire du Simplon
- Soit encore par l'aéroport de Sion et depuis Sion en moins de 5 minutes par la route

## Toponymie
Commune et paroisse du district et du décanat de Sion, les archives ne le disent pas, mais nous donnent les variations d'orthographe suivantes :
Salaig fin du XIIe siècle, Salen 1227, Salein 1232, Salayn, Saleyn, Salens vers 1250, de Salino 1308, Salens 1333, Saleyns 1338, de Salinis 1346, Salins 1352, Salens 1438, Sallens 1484 et depuis lors jusqu'en 1831, on trouve dans les documents tantôt Salens, tantôt Sallens, rarement Salin. Mais depuis 1831 c'est Salins qui s'impose. Salins était une Seigneurie de l'Evêché de Sion qui paraît l'avoir administrée d'abord par un métral, charge inféodée aux  De la Tour avant 1227; Les 29 mai et 2 juin 1340, le donzel Johannod de la Tour acquiert les terres provenant des de Curtinal, sur lesquelles il assigne le 27 novembre 1340, la dote de sa femme Agnès de Bex.

## Histoire
Les Salinsards, sujets de l’évêque de Sion et, plus tard, dépendant administrativement des bourgeois de Sion, jouxtent les terres des seigneurs de Savoie. La communauté rurale atteindra 232 habitants en 1802. Depuis 1960, la population augmente régulièrement, atteignant 1 147 habitants en 2017.
Le 29 janvier 2012 les Salinsardes et les Salinsards ont accepté cette fusion à 91,4 % la fusion des communes municipales de Salins et de Sion.
Il en va de même pour les Sédunoises et les Sédunois ont accepté à 84,6 %. Pour ce qui est des bourgeoisies, les bourgeois de Salins ont accepté la fusion des bourgeoisies à 72,5 %. Quant aux bourgeois de Sion ils l’ont aussi acceptée à 52,5 %. Le 1er janvier 2013, Salins a été intégrée dans la commune de Sion

## Population et société

### Gentilé et surnom
Les habitants de la localité se nomment les Salinsards[réf. souhaitée].
Ils sont surnommés les Radzets, soit les petits en patois valaisan.

## Démographie
| 1802 | 1816 | 1821 | 1829 | 1837 | 1846 | 1850 | 1860 | 1870 |
| ---- | ---- | ---- | ---- | ---- | ---- | ---- | ---- | ---- |
| 232  | 178  | 198  | 218  | 210  | 208  | 258  | 339  | 456  |

| 1880 | 1888 | 1900 | 1910 | 1920 | 1930 | 1940 | 1950 | 1970 |
| ---- | ---- | ---- | ---- | ---- | ---- | ---- | ---- | ---- |
| 464  | 471  | 504  | 532  | 552  | 566  | 605  | 636  | 602  |

| 1980 | 1990 | 2000 | 2003 | 2008 | 2013  | 2014  | 2015  | 2016  |
| ---- | ---- | ---- | ---- | ---- | ----- | ----- | ----- | ----- |
| 705  | 782  | 823  | 925  | 995  | 1 066 | 1 061 | 1 088 | 1 114 |

| 2017  | - | - | - | - | - | - | - | - |
| ----- | - | - | - | - | - | - | - | - |
| 1 147 | - | - | - | - | - | - | - | - |

## Culture et patrimoine

### Personnalités liées à la commune
- Sylviane Berthod, championne de ski
- Steve Locher, champion de ski

### Héraldique
| Blason | Blasonnement : « D'azur à deux gerbes de blé d'or croisées en sautoir, accompagnées de deux étoiles à six rais du même, l'une en chef, l'autre en pointe. » |

### Fonds d'archives
- Fonds : Salins, Commune / Bourgeoisie / Paroisse (1404-20e siècle) [3,74 mètres].  Cote : CH AEV, AC Salins. Sion : Archives de l'État du Valais (présentation en ligne).